# Danica (časopis)
Danica (Danicza Horvatzka, Slavonzka y Dalmatinzka) bio je prvi hrvatski književni i kulturni list.

## Povijest
Uz drugi broj Novina Horvatzkih 10. siječnja 1835. izlazi i njihov književni prilog: "Danicza Horvatzka, Slavonzka y Dalmatinzka".
Izlazio je u Zagrebu 1835. – 1849., 1853., 1863. – 1867. kao tjedni prilog »Novina Horvatskih«; pod naslovom »Danica ilirska« objavljivan 1836. – 1843., 1848. – 1849., te 1863. – 1867. godine. Njezin pokretač bio je Ljudevit Gaj.  Pridonio je afirmaciji štokavskoga narječja kao hrvatskog jezičnoga standarda.
Najvjerniji suradnici u Danici bili su Dragutin Rakovac, Ljudevit Vukotinović i braća Ivan i Antun Mažuranić.
Gaj je časopis Danicza horvatzka, slavonzka y dalmatinzka ispočetka tiskao starim pravopisom. Umjesto jedinstvenog i sustavnog znakovlja iz Kratke osnove on u 10., 11., i 12., broju Danicze predlaže uz – ⟨č⟩, ⟨ž⟩, ⟨š⟩ dvoslovne palatale; ⟨tj́⟩ (za ć), ⟨gj́⟩ i ⟨dj́⟩ (za đ), ⟨lj́⟩ (za lj), ⟨nj́⟩ (za nj). Od 1838. umjesto crtice na j, ⟨j́⟩, pisat će se točka, ⟨j⟩. Znak za glas /ć/ preuzeo je iz poljske tradicije. Tako je uglavnom ostalo do danas. Koliko je novi pravopis funkcionalan, Gaj je pokazao upravo u broju u kojem starim pravopisom predlaže novi, ali zato novim pravopisom tiska Mihanovićevu Horvatsku domovinu koja će kasnije postati hrvatskom himnom, i Kačićevu Pěsmu Radovana i Milovana. Spojivši tako novim pravopisom suvremeno mu stvaralaštvo i tradiciju, Mihanovića i Kačića, Gaj je zacrtao put kojim će krenuti Danica, koja od broja 29, objavljenog 25. srpnja 1835., uvode štokavštinu kao književni jezik te sukladno novom pravopisu mijenjaju naslov u Danica horvatska, slavonska i dalmatinska, a s godinom 1836. mijenjat će joj ime: časopis se zove „Danica ilirska”, a deviza pod kojom se uređuje značajna je za politički trenutak: 